# Proceratium carinifrons
Proceratium carinifrons är en myrart som beskrevs av Menozzi 1939. Proceratium carinifrons ingår i släktet Proceratium och familjen myror. Inga underarter finns listade i Catalogue of Life.